# 異体字銘帯鏡

異体字銘帯鏡

異体字銘帯鏡（いたいじめいたいきょう）とは、漢鏡の一種で、鏡背に主文様として銘帯をもつ鏡式。名称の「異体字」は記されている銘文が独特の字体で意匠化されていることに因むが、単に銘帯鏡と呼ぶこともある。また、精白鏡・昭明鏡・明光鏡・日光鏡などと呼ばれる鏡群も異体字銘帯鏡の一種である。岡村秀典は、紀元前1世紀初頭から紀元後1世紀初頭の前漢後期の鏡としている。日本には北部九州を中心として弥生時代中期から後期に流入し、国内での模倣も多い。

## 定義
樋口隆康は「円形の鈕（鏡の中央にある紐を通す突起）を中心として、数個の圏帯によって分割し、分割された帯に銘文が記されているもの」と定義している。銘文は独特の字体であることが多く、銘文を意匠化した鏡式と考えられる。字体は小篆体・楔形体・ゴシック体の3種がある。鈕座（鈕の周囲にある文様）は連珠文座・円座・四葉座の3種がある。周縁は文様のない素文であることが多いが、年代によって幅が異なる。なお、年号を記した「紀年銘鏡」は異体字銘帯鏡が最も早いと考えられる。

## 研究史
1920年に富岡謙蔵によって、この種の鏡式が前漢時代に遡ることが明らかにされた。続いて1926年に後藤守一が銘文に因む命名法を提唱したが、多岐にわたる銘文に対応できず自ら不完全を正している。1959年に発表された洛陽焼溝漢墓の報告書では、出土したこの種の鏡を日光鏡・昭明鏡・連弧紋鏡の3種に分類し、これらを星雲文鏡に次ぎ現れ、方格規矩鏡に先行する鏡式とした。異体字銘帯鏡という鏡式を設定したのは1979年に『古鏡』を著した樋口である。それまでは連弧紋鏡と重圏紋鏡の2種に分類されていた鏡を、異体字を持つという共通要素でひとつの鏡式とし、さらに細かい分類を試みた。
1990年代に高倉洋彰は、弥生時代中期の北部九州の甕棺墓から出土する副葬品を3種に分類。第1群は精白鏡など大型の漢鏡に青銅武器が伴うもの、第2群は精白鏡を中心に鉄製武器が伴うもの、第3群は小型銘帯鏡に鉄製武器を伴う場合とし、第2群と第3群は弥生時代中期後半、第1群はそれよりも先行する墓とした。また、1990年代に岡村は、漢鏡3期（紀元前1世紀前半から中頃）に製作された鏡式とし、この時期には他の鏡式は生産されなかったとしたが、その後の発掘で星雲文鏡と虺龍文鏡が共伴して出土し、他の鏡式も並行して生産されていたと考えられている。
記される銘文について、岡村は「禁欲的態度を重んじる厳しい精神が関心をよんだ」とし、社会的変化に理由を求めたが、石川三佐男（1991）は死者に対する哀調を示すもので、死後観と結びついたものとしている。

## 鏡の出土
2000年現在、確認されている異体字銘帯鏡は786面で、うち日本での出土は56遺跡、152面である。異体字銘帯鏡も他の鏡式と同様に面径によって区分が可能とされる。高倉はこの違いを製作時期の違いとしたが、2000年現在は面径による格付けと考えられている。異体字銘帯鏡は15cmを超えるものは出土数が少なく、前漢諸王の墓からも出土する。これらは大型であるだけでなく、銘文の省略が少なく、研磨も丁寧に行われている。一方で出土の大半を占める10cm程度のものは作りが粗悪なこともある。
日本では弥生時代中期中頃から後半とされる、三雲南小路遺跡からの出土が最も早いと考えられる。ここで出土する異体字銘帯鏡は共伴する他の漢鏡と同様に大型であり、特別な入手であったと想定される。続く須玖岡本遺跡D地点では20面以上、立岩遺跡では10面の異体字銘帯鏡が出土しており、弥生時代中期後半までに北部九州を中心に100面余りが流入していたと考えられる。
続いて弥生時代後期前半までに有明海沿岸地域を中心に長崎・大分・中国地方・四国地方に広く拡散するようになる。これらに大型鏡はなく、後続する方格規矩鏡などの鏡式を共伴しないことが特徴である。また、弥生時代後期には須玖岡本遺跡を中心に異体字銘帯鏡を模倣した弥生小型倭製鏡の生産が行われるようになるが、この模倣鏡の出現について西川は、異体字銘帯鏡の不足を補ったと推測している。
以上の様相を踏まえて西川は、中国からの異体字銘帯鏡の流入と、弥生時代中期ごろから現れる拠点集落・超大型建物・巨大墳丘墓などの社会格差が生まれたことが相関しており、同時期に社会構造の再編が行われたと推測している。

## 型式分類
型式分類には、記される銘文に因む分類と、鏡背の文様による分類の2種がある。また、岡村は、字体の変遷も併せてⅠ式からⅥ式までの6種に分類し、一方で西川寿勝は、3種の縁（ⅠからⅢ）と3種の字体（aからc）の組み合わせにより7種（定型化前を除く）に分類し、それぞれ編年を行っている。

### 銘文による分類
樋口の分類によれば記されている銘文は、一部の例外を除くと6種ある。また、これら数種を組み合わせる事もある。これらの銘文により精白鏡・昭明鏡・明光鏡・日光鏡などとする分類法がある。
- C式 - 「見日之光長毋相忘」もしくは「見日之光天下大明」
- D式 - 「絜清白而事君」もしくは「絜精白而事君」
- E式 - 「内清質以昭明光輝象夫日月」
- Fa式 - 「日有熹月有富」
- G式 - 「清沮銅華以為鏡」
- H式 - 「湅治鉛華清而明」
- X式 - 上記に分類されない銘文。数は少ない。

### 文様構成による分類
樋口は鏡背の文様構成により以下の4つに分類している。
- 連弧文銘帯鏡 - 内帯に連弧文帯があり、外帯に銘文を巡らす鏡式。銘文はC式・E式・D式・Fa式・H式が多い。面径は5cmから8cm程度の小型が多い[12]。内行花文式銘帯鏡の別名もある。
- 重圏単銘帯鏡 - 内帯か外帯のいずれかにG式の銘文が入り、もう一つの帯を斜角雷文帯など他の文様としたもの。数は少ない[13]。
- 単圏銘帯鏡 - 銘帯が一つのもの。C式・E式が多い[14]。
- 重圏双銘帯鏡 - 2重の銘帯があるもの。内外の銘文が異なる事が多く、C式・D式・E式・G式がある[15]。

連弧文銘帯鏡
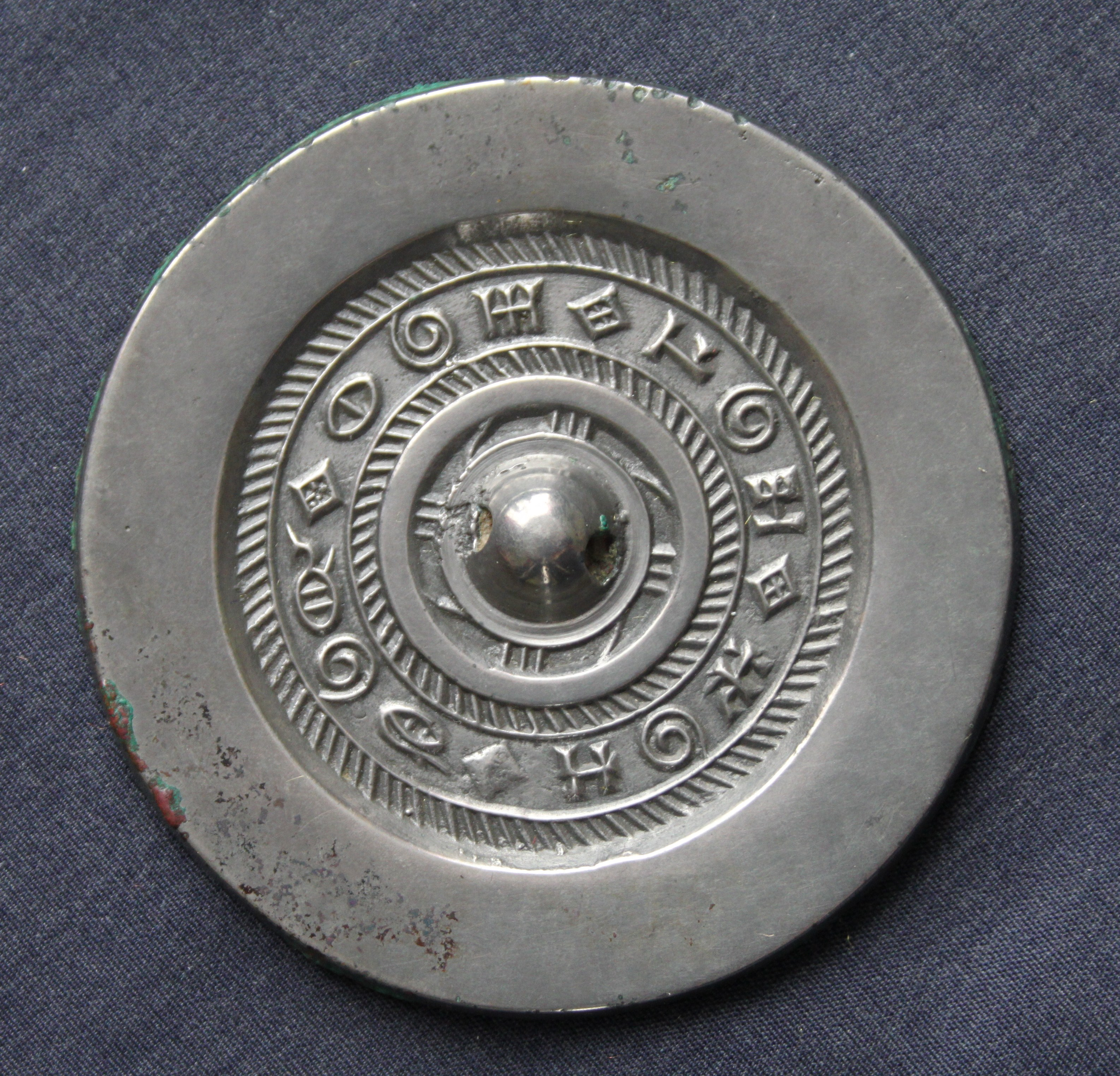
単圏銘帯鏡
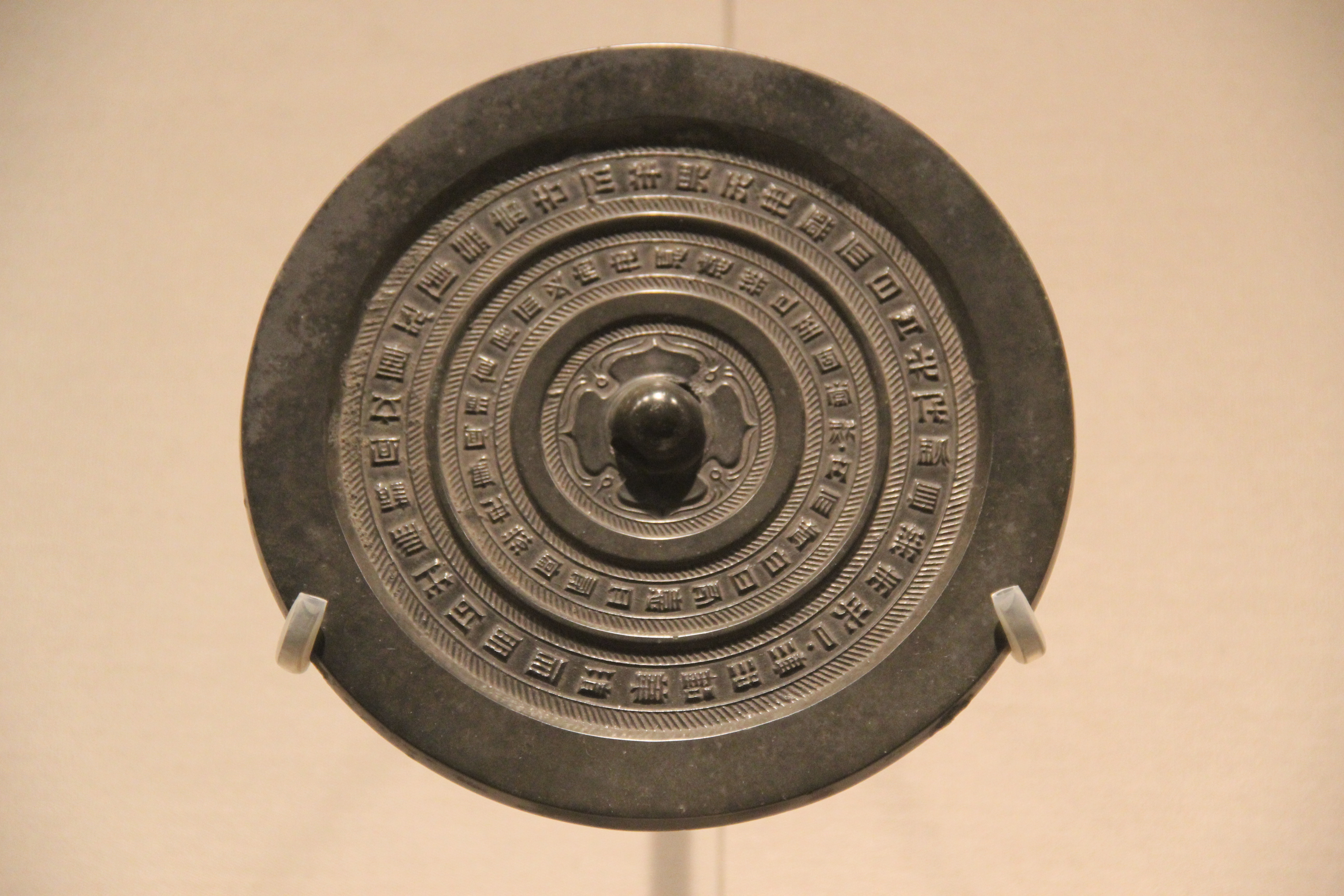
重圏双銘帯鏡

## 編年
以下、これまでに行われている異体字銘帯鏡の編年の概要を記す。
| 鏡式         | 鏡式       | 第1期                       | 第2期                      | 第3期前期               | 第3期後期             | 第4期                  |
| 鏡式         | 鏡式       | 紀元前118年 から 紀元前65年 | 紀元前64年 から 紀元前33年 | 紀元前32年 から 紀元6年 | 紀元7年 から 紀元39年 | 紀元40年 から 紀元75年 |
| ------------ | ---------- | --------------------------- | -------------------------- | ----------------------- | --------------------- | ---------------------- |
| 草葉紋鏡     | 草葉紋鏡   | 1面                         |                            |                         |                       |                        |
| 星雲鏡       | 星雲鏡     | 4面                         | 3面                        |                         |                       |                        |
| 異体字銘帯鏡 | 日光鏡     |                             | 3面                        | 8面                     | 5面                   |                        |
| 異体字銘帯鏡 | 昭明鏡     |                             | 3面                        | 10面                    | 6面                   |                        |
| 異体字銘帯鏡 | 連弧紋鏡   |                             |                            |                         | 1面                   |                        |
| 方格規矩鏡   | 方格規矩鏡 |                             |                            |                         | 4面                   | 3面                    |

| 鏡式           | 漢鏡1期 | 漢鏡1期 | 漢鏡2期 | 漢鏡2期 | 漢鏡2期 | 漢鏡3期 | 漢鏡3期 | 漢鏡3期 | 漢鏡3期 | 漢鏡4期 | 漢鏡4期 | 漢鏡4期 | 漢鏡4期 | 漢鏡4期 | 漢鏡4期 | 漢鏡4期 |
| -------------- | ------- | ------- | ------- | ------- | ------- | ------- | ------- | ------- | ------- | ------- | ------- | ------- | ------- | ------- | ------- | ------- |
| 鏡式           |         |         | BC100   |         |         | BC150   |         |         | BC50    |         |         |         |         |         | AD1     |         |
| 蟠螭文鏡       | Ⅰ式     | Ⅱ式     | Ⅲ式     |         |         |         |         |         |         |         |         |         |         |         |         |         |
| 草葉文鏡       |         |         | Ⅰ式     | Ⅱa式    | Ⅱb式    |         |         |         |         |         |         |         |         |         |         |         |
| 星雲文鏡       |         |         |         |         | Ⅰ式     | Ⅱ式     |         |         |         |         |         |         |         |         |         |         |
| 異体字銘帯鏡   |         |         |         |         |         | Ⅰ式     | Ⅱ式     | Ⅲ式     | Ⅳ式     |         | Ⅴ式     | Ⅴ式     | Ⅵ式     | Ⅵ式     |         |         |
| 方格規矩四神鏡 |         |         |         |         |         |         |         |         |         | Ⅰ式     | Ⅰ式     | Ⅱ式     | Ⅱ式     | Ⅲ式     | Ⅲ式     | Ⅳ式     |
| 獣帯鏡         |         |         |         |         |         |         |         |         |         |         | Ⅰ式     | Ⅱ式     | Ⅱ式     | Ⅲ式     | Ⅲ式     |         |
| 虺竜文鏡       |         |         |         |         |         |         |         |         |         |         | Ⅰ式     | Ⅱa式    | Ⅱa式    | Ⅱb式    | Ⅱb式    |         |